# Сыграй мою музыку
«Сыгра́й мою́ му́зыку» (англ. Make Mine Music) — полнометражный мультипликационный фильм студии Уолта Диснея, впервые показанный в кинотеатрах 15 августа 1946 года. Является восьмым классическим мультфильмом кинокомпании Walt Disney Productions. «Сыграй мою музыку» был показан на Каннском кинофестивале 1946 года и получил награду в номинации - "Лучший анимационный фильм".

## Сегменты
Мультфильм состоит из 10 сегментов, не связанных друг с другом.
- The Martins and the Coys. Сегмент повествует о вражде двух семей: Мартинов и Коев, которые, в конце концов, перестреляли друг друга. Двое последних представителей семей, парень и девушка, влюбляются и женятся, но к радости их семей, наблюдающих с небес, после свадьбы не могут жить в мире. Из-за изображения перестрелки данный сегмент был вырезан из видео-релиза мультфильма.
- Blue Bayou. Данный сегмент первоначально должен был войти в «Фантазию» и включать в себя музыкальную композицию Клода Дебюсси «Лунный свет». Однако в «Сыграй мою музыку» данная композиция была заменена на песню «Blue Bayou» в исполнении Кена Дарби. Тем не менее, оригинальный вариант короткометражки также сохранился.
- All the Cats Join In. Группа подростков из 40-х отправляются на танцы. Музыка для сегмента была исполнена Бенни Гудменом и его оркестром.
- Без тебя — баллада о потерянной любви в исполнении Энди Расселла.
- Casey at the Bat. Данный сегмент основан на одноимённой поэме Эрнеста Тайера. Кейси, высокомерный профессиональный игрок в бейсбол, берёт в руки биту, чтобы спасти свою команду от проигрыша, но его излишняя самонадеянность приводит его к поражению.
- Два силуэта — танцевальный дуэт двух силуэтов, исполненный Давидом Лишиным и Татьяной Рябушинской (хореография Лишина). Заглавную песню композитора Чарльза Уолкотта спела Дина Шор.
- Петя и волк. Эпизод основан на одноимённой композиции Сергея Прокофьева. Русский мальчик по имени Петя отправляется в лес, чтобы поймать волка. В этом деле ему помогают его друзья-животные: птичка Саша, утка Соня и кот Иван.
- After You’ve Gone. В данном сегменте показаны четыре антропоморфных музыкальных инструмента, путешествующие по музыкальной площадке. Как и в «All the Cats Join In», музыку для этого сегмента исполняют Бенни Гудмен и его оркестр.
- Johnny Fedora and Alice Blue Bonnet. Данный сегмент повествует о двух шляпах: Джонни Федоре и Элис Блю Боннет, которые влюбились друг в друга. После того как Элис продают, Джонни пытается найти её. 21 мая 1954 года данный сегмент показывался в кинотеатрах как отдельная короткометражка[4].
- The Whale Who Wanted to Sing at the Met. Рассказ о ките Вилли, обладающем невероятным музыкальным талантом и умеющим петь, и его мечтах выступать в опере. Однако импресарио Тетти-Татти, думающий, что кит просто проглотил оперного певца, находит Вилли и убивает его с помощью гарпуна. Однако в конце рассказчик сообщает зрителям, что кит продолжает петь на небесах. Всех персонажей в этом сегменте озвучил Нельсон Эдди.

## Роли озвучивали
- Нельсон Эдди — рассказчик, персонажи (The Whale Who Wanted to Sing at the Met)
- Дина Шор — вокал (Two Silhouettes)
- Сёстры Эндрюс — вокал (Johnny Fedora and Alice Bluebonnet)
- Джерри Колонна — рассказчик (Casey At the Bat)
- Стерлинг Холлоуэй — рассказчик (Peter and the Wolf)
- Энди Расселл — вокал (Without You)
- The Pied Pipers — вокал
- The King’s Men — вокал (The Martins and the Coys)
- Хор Кена Дарби — вокал (Blue Bayou)
- Давид Лишин — танцор (Two Silhouettes)
- Татьяна Рябушинская — танцовщица (Two Silhouettes)